# Nose tackle
Een nose tackle is een speler in het American en Canadian football. Een nose tackle behoort tot het verdedigende team en staat opgesteld in de eerste linie (de linemen), tegenover de center van de tegenstanders.
Deze positie is een van de belangrijkste posities van het verdedigende team en wordt meestal ingevuld door de grootste, verdedigende speler. Het is zijn taak een blok te zetten en een of meer gaten te creëren, waardoor medespelers heen kunnen gaan om de baldrager te bereiken.
Aanval: Quarterback · Wide receiver · Tight end · Center · Guard · Offensive tackle · Running back · Fullback · H-back

Verdediging: Defensive tackle · Defensive end · Nose tackle · Linebacker · Defensive back

Speciale teams: Placekicker · Punter · Long snapper · Holder · Punt returner · Kick returner · Gunner